# Базилика Порция
Базилика Порция' (лат. Basilica Porcia) — первая базилика в Риме, некогда находившаяся на форуме.
Базилику построил цензор Марк Порций Катон Старший на государственные деньги в 184 году до н. э. Здесь разбирали судебные и финансовые вопросы. Городские магистраты проводили заседания в базилике во время непогоды и в тех случаях, когда ярость толпы угрожала их безопасности.
Строение находилось западнее курии на участке, купленном Катоном и застроенном лавками и двумя частными домами. Базилика сгорела в 52 году до н. э. вместе с курией и была, возможно, полностью уничтожена, так как позднее о ней ничего не упоминается.